# Pucura
Pucura es un caserío rural de origen Mapuche ubicado en la comuna de Panguipulli, este lugar se sitúa en la ribera norte del Lago Calafquén muy próximo a la localidad de Lican Ray de la comuna de Villarrica. Pucura se subdivide en Pucura Alto y Pucura Bajo.
En Pucura Bajo se encuentra actualmente la Escuela Rural Pucura.

## Historia
Pucura y el Estero Epucura aparecen en el Atlas del Centenario, de Ricardo Boloña, Luis Ossandón y Luis Risopatrón
El geógrafo e Ingeniero civil hidráulico, Luis Risopatrón, en su libro Diccionario Jeográfico de Chile describe al Pucura:

Pucura (Fundo). 39° 31’ 72° 05’ Se encuentra en la márjen N del lago Calafquen, hácia el sur de la desembocadira del rio Epucura.
Luis Risopatrón, 1924

## Hidrología
Pucura cuenta con dos cursos de agua importantes, el estero Collico y el estero Nilfe, cuyas nacientes están ubicadas en la ladera sur del Volcán Villarrica ambos llegan hasta las riberas del Lago Calafquén.

## Accesibilidad y transporte
Pucura se subdivide en Pucura Alto y Pucura Bajo.  Pucura  se encuentra a 46,6 km de la ciudad de Panguipulli a través de la Ruta 203.

## Riesgos volcánicos
El área que cubre la totalidad del sector comprendido entre el Estero Collico, el Estero Nilfe, hasta el Estero Comonahue correspondiente a la Playa Pucura, está considerada como una zona con 'Peligro Moderado' de verse afectada por lavas y por lahares durante las erupciones del volcán Villarrica cuando estas se originen en el cono y/o en el cráter principal del volcán o por cráteres adventicios ubicados en la ladera suroeste. Esto incluye todo el sector de Playa Pocura hasta la desembocadura del Estero Comonahue incluido un tramo de la ruta T-243-S. Esto podría ocurrir en caso de erupciones de mayor volumen o de mayor duración que aquellas documentadas en los últimos 450 años. En el Mapa de Peligros del Volcán Villarrica este sector se encuentran bajo clasificación (MLI).
Igualmente, en la parte superior de esta zona puede verse afectada seriamente por caída de piroclastos de 3,2 hasta 1,6 cm de diámetro, con un máximo de entre 10 a 30 cm de espesor de los depósitos.